# Tengerparti Tini Mozi
A Tengerparti Tini Mozi (eredeti cím: Teen Beach Movie) 2013-as amerikai film a Disney Channel eredeti produkciójában, Jeffrey Hornaday rendezésében, Ross Lynch és Maia Mitchell főszereplésével. Írta Vince Marcello, Mark Landry és Robert Horn.
Amerikában 2013. július 19-én mutatták be, Magyarországi premierje pedig 2013. szeptember 14-én volt a Disney Channel-en, valamint 2013. szeptember 24-én DVD-n is megjelent.

## Cselekmény
A Tengerparti Tini Moziban Brady (Ross Lynch) és McKenzie (Maia Mitchell), a tinédzserpár, akik imádnak szörfözni, meglovagolják a nyár utolsó hullámait, mielőtt hosszú időre elválnak útjaik. Szörfözés közben azonban rejtélyes módon egy tengerparti film-klasszikusba, Brady kedvenc szörfös musicaljébe csöppennek. A ’60-as évekbeli film, a Szelídek és Motorosok eseményei Brady és Mack szeme előtt elevenednek meg, ahol a szörfösök és a motorosok bandája harcolnak a part feletti irányításért. Brady élvezi a különös utazást és örömmel csatlakozik a bulihoz, de McKenzie minél előbb vissza akar térni a jelenbe, hogy beteljesítse ígéretét, amit édesanyjának tett. Főhőseinknek vissza kell térniük a jelenbe, mégis időről időre akadályokba ütköznek, ahogy átírják a film cselekményét. Amikor a musical két főszereplője nem egymásba, hanem McKenzie-be és Brady-be lesz szerelmes, nem csak a musical története, de Brady és McKenzie élete is örökre megváltozik.

## Szereplők
| Szereplő          | Színész          | Magyar hang            |
| ----------------- | ---------------- | ---------------------- |
| Brady             | Ross Lynch       | Borbíró András         |
| McKenzie / Mack   | Maia Mitchell    | Nemes Takách Kata      |
| Lela              | Grace Phipps     | Lamboni Anna           |
| Bronzos           | Garrett Clayton  | Markovics Tamás        |
| Butchy            | John DeLuca      | Szatory Dávid          |
| Cheechee          | Chrissie Fit     | Tamási Nikolett        |
| Cápa              | Jordan Fisher    | Baráth István          |
| Vihánc            | Mollee Gray      | Szabó Zselyke          |
| Csibész           | Kent Boyd        | Czető Roland           |
| Dr. Fúzió         | Kevin Chamberlin | Faragó András          |
| Les Camembert     | Steve Valentine  | Varga Gábor            |
| Nagypapa          | Barry Bostwick   | Vass Gábor             |
| Antoinette néni   | Suzanne Cryer    | Kovács Nóra            |
| További szereplők |                  | Csuha Bori Gulás Fanni |

## Filmzene
A film azonos című albuma 2013. július 17-én jelent meg az Amerikai Egyesült Államokban.

### Számlista
|     | Cím                                            | Előadó(k)                                                                                     | Hossz |
| --- | ---------------------------------------------- | --------------------------------------------------------------------------------------------- | ----- |
| 1.  | Oxygen                                         | Maia Mitchell                                                                                 | 3:01  |
| 2.  | Surf Crazy                                     | Garrett Clayton, Keely Hawkes és a Tengerparti Tini Mozi szereplői                            | 3:02  |
| 3.  | Cruisin' for a Bruisin'                        | Ross Lynch, Grace Phipps és John DeLuca                                                       | 3:15  |
| 4.  | Falling for Ya                                 | Grace Phipps                                                                                  | 3:12  |
| 5.  | Meant to Be                                    | Ross Lynch, Garrett Clayton, Maia Mitchell és Grace Phipps                                    | 3:40  |
| 6.  | Like Me                                        | Ross Lynch, Maia Mitchell, Grace Phipps, Garrett Clayton és a Tengerparti Tini Mozi szereplői | 3:18  |
| 7.  | Meant to Be (Reprise 1)                        | Garrett Clayton és Grace Phipps                                                               | 1:40  |
| 8.  | Can't Stop Singing                             | Ross Lynch és Maia Mitchell                                                                   | 2:25  |
| 9.  | Meant to Be (Reprise 2)                        | Ross Lynch és Maia Mitchell                                                                   | 0:34  |
| 10. | Surf's Up                                      | Ross Lynch, Maia Mitchell és a Tengerparti Tini Mozi szereplői                                | 3:01  |
| 11. | Coolest Cats in Town                           | Grace Phipps, Garrett Clayton és Jason Evigan                                                 | 2:45  |
| 12. | Surf Crazy Finale                              | Tengerparti Tini Mozi szereplői                                                               | 2:31  |
| 13. | Cruisin' for a Bruisin' (Instrumental Version) | Tengerparti Tini Mozi Karaoke                                                                 | 3:15  |
| 14. | Falling For Ya (Instrumental Version)          | Tengerparti Tini Mozi Karaoke                                                                 | 3:12  |
| 15. | Surf's Up (Instrumental Version)               | Tengerparti Tini Mozi Karaoke                                                                 | 2:58  |

## Premierek
| Ország                    | Dátum                                                                       |
| ------------------------- | --------------------------------------------------------------------------- |
| Amerikai Egyesült Államok | 2013. július 19.                                                            |
| Kanada                    | 2013. július 19.                                                            |
| Egyesült Királyság        | 2013. július 19.                                                            |
| Írország                  | 2013. július 19.                                                            |
| Németország               | 2013. július 20.                                                            |
| Japán                     | 2013. július 20.                                                            |
| Malajzia                  | 2013. augusztus 4.                                                          |
| Fülöp-szigetek            | 2013. augusztus 4.                                                          |
| Szingapúr                 | 2013. augusztus 4.                                                          |
| Vietnám                   | 2013. augusztus 4.                                                          |
| Ausztrália                | 2013. augusztus 9.                                                          |
| Új-Zéland                 | 2013. augusztus 9.                                                          |
| Brazília                  | 2013. augusztus 11.                                                         |
| Izrael                    | 2013. augusztus 26.                                                         |
| Hollandia                 | 2013. augusztus 30.                                                         |
| Dánia                     | 2013. szeptember                                                            |
| Spanyolország             | 2013. szeptember 13.                                                        |
| Norvégia                  | 2013. szeptember 13.                                                        |
| Svédország                | 2013. szeptember 13.                                                        |
| Csehország                | 2013. szeptember 14.                                                        |
| Olaszország               | 2013. szeptember 14.                                                        |
| Portugália                | 2013. szeptember 14.                                                        |
| Magyarország              | 2013. szeptember 14. (Disney Channel) 2013. szeptember 24. (DVD megjelenés) |
| Belgium                   | 2013. szeptember 19.                                                        |
| Svájc                     | 2013. szeptember 19.                                                        |
| Franciaország             | 2013. szeptember 19.                                                        |
| Luxemburg                 | 2013. szeptember 19.                                                        |
| Görögország               | 2013. szeptember 20.                                                        |
| Szerbia                   | 2013. szeptember 20.                                                        |
| Oroszország               | 2013. szeptember 20.                                                        |
| Bulgária                  | 2013. szeptember 21.                                                        |